# Backlot
Un backlot est une zone adjacente du studio de cinéma, qui présente des décors extérieurs permanents, pour le tournage de film, de production télévisée ou pour une construction temporaire. On peut citer la Colonial Street des Universal Studios en Californie qui a servi pour le tournage des extérieurs de la série télévisée Desperate Housewives dans laquelle elle porte le nom de Wisteria Lane.

## Quelquesbacklotsà Hollywood

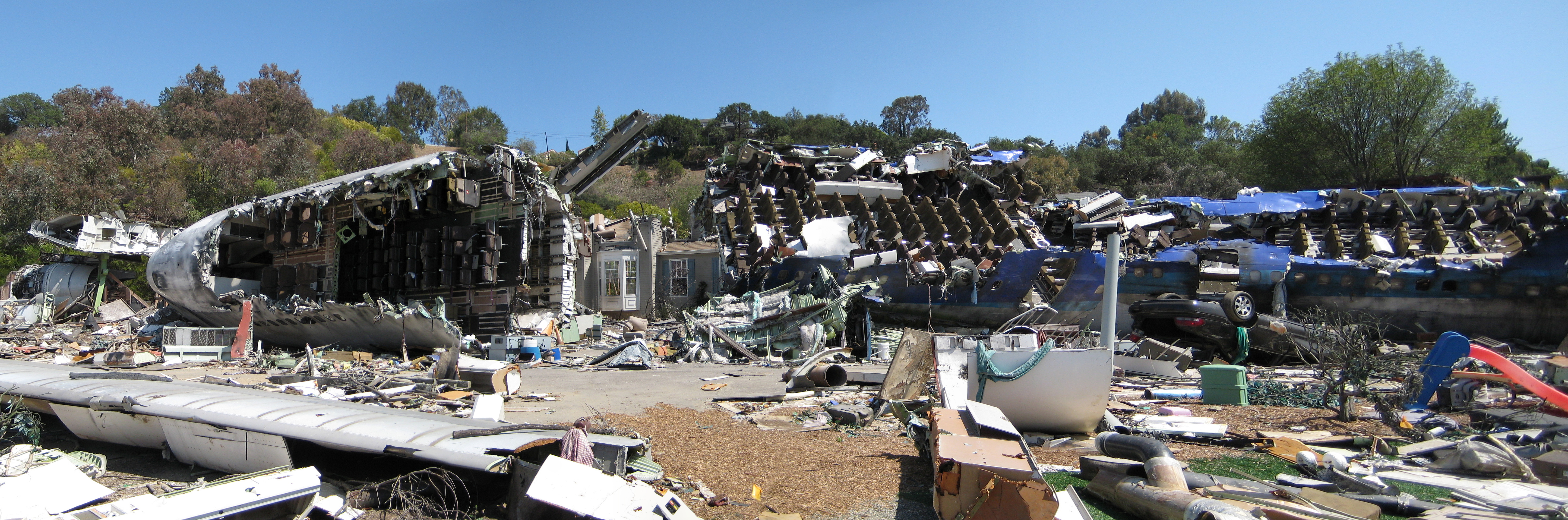
Backlot de La Guerre des mondes à l'Universal Studios Hollywood.

- Paramount Studios
- Warner Bros. Studios
- Golden Oak Ranch
- Warner Bros. Ranch
- Courthouse Square

## En France
- TSF Studios 77